# Karita Bekkemellem
Karita Bekkemellem, née le 15 janvier 1965 à Lillehammer, est une femme politique norvégienne, ancienne ministre de l'Enfance et de l'Égalité.

## Biographie
Pendant 20 ans, de 1989 à 2009, elle est députée au Storting, élue dans la circonscription de Møre et Romsdal. Elle est déléguée à l'Assemblée générale des Nations unies de 1993 à 1997, puis de 2003 à 2005.
Entre 2000 et 2001, Karita Bekkemellem est ministre de l'Enfance et des Affaires familiales dans le gouvernement Stoltenberg I. En 2005, elle est nommée ministre de l'Enfance et de l'Égalité dans le gouvernement Stoltenberg II, poste dont elle doit démissionner sous la pression du Premier ministre, Jens Stoltenberg en 2007.
Elle publie son autobiographie Mitt røde hjerte (« Mon cœur rouge ») dans laquelle elle raconte pourquoi elle a quitté le gouvernement, ainsi que comment son père est devenu alcoolique après avoir tué une de ses petites amies par accident. Peu après, elle devient la PDG de l'Association de l'industrie pharmaceutique de Norvège.

## Distinctions
- 2001 : Homofrydprisen pour la « lutte pour l'amélioration de la vie des gaies et lesbiennes »[5]